# Kamin (Konotop)
Kamin (ukrainisch Камінь; russisch Камень Kamen) ist ein Dorf in der ukrainischen Oblast Sumy mit etwa 870 Einwohnern (2004).

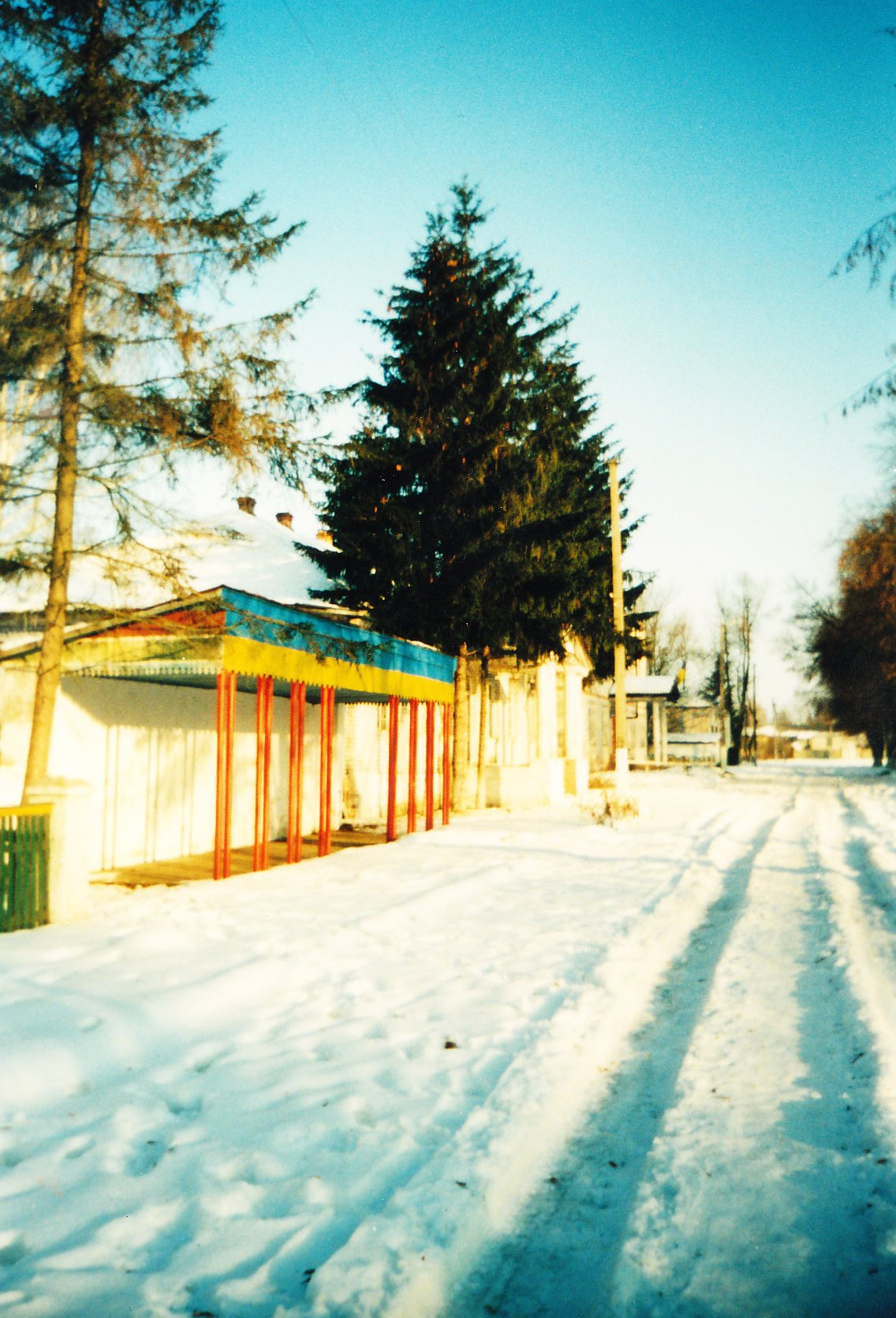
Blick in den Ort

Kamin liegt im Rajon Konotop an der Mündung des 113 km langen Klewen (Клевень) in den Seim. Nördlich des Dorfes verläuft die Territorialstraße T–19–11. Das ehemalige Rajonzentrum Krolewez ist 26 Kilometer nordwestlich und das Oblastzentrum Sumy 125 Kilometer südöstlich des Dorfes gelegen.
Am 12. Juni 2020 wurde das Dorf ein Teil der neugegründeten Stadtgemeinde Krolewez, bis dahin bildete es zusammen mit den Dörfern Saruddja (Заруддя) und Morosiwka (Морозівка) die gleichnamige Landratsgemeinde Kamin (Камінська сільська рада/Kaminska silska rada) im Südosten des Rajons Krolewez.
Am 17. Juli 2020 kam es im Zuge einer großen Rajonsreform zum Anschluss des Rajonsgebietes an den Rajon Konotop.